# Theodor Janson
Theodor Janson, född 1858, död 27 februari 1922, var major i Frälsningsarmén med uppgifter i Norge och Sverige. Han var redaktör, först för Frälsningsarméns veckotidning Stridsropet och senare för "Svenska Frälsningsarméns tidning" som först hette "Svenska Stridsropet". Janson var även predikant i Svenska Missionsförbundet samt sångförfattare.

## Sånger
- Då Jesus tog min skuld på sig
- I sin kärlek rik och stor
- Jesus kär, jag kommer nu till dig
- O, hur ljuvligt, min Gud, är ditt heliga bud
- Se, vi kämpar för Gud
- Vem kan mig visa vägen hem till min Faders hus